# عمرو بن لحي
عمرو بن لُحَيّ الخزاعي ويُكنى أبو الأصنام، كان من خزاعة وكان سيد مكة وبالتالي كان من سادات العرب، يعد أول من غير دين إبراهيم الحنيف والذي كان يقوم على توحيد الله، حيث أنه أدخل الأصنام لتعبد من دون الله بالجزيرة العربية. جاء في صحيح البخاري عن أبي هريرة عن النبي قال: «رَأَيْتُ عَمْرَو بْنَ عَامِرٍ الخُزَاعِيَّ يَجُرُّ قُصْبَهُ فِي النَّارِ، كَانَ أَوَّلَ مَنْ سَيَّبَ السَّوَائِبَ».

## عمرو في الشام
حين قدم عمرو بن لحي بلاد الشام فرآهم يعبدون الأصنام والأوثان من دون الله، وكانت الشام آنذاك محل الرسل والكتب السماوية، فقال لهم: ما هذه الأصنام التي أراكم تعبدون ؟ قالوا له: هذه أصنام نعبدها فنستمطرها فتمطرنا ونستنصرها فتنصرنا، فقال لهم: ألا تعطوني منها صنما فأسير به إلى أرض العرب فيعبدونه ؟ فأعطوه صنماً فجلبه معه. وأما صنم هبل فكان لبني كنانة وقريش.
وقد ذُكر عنه أنه كان له رئي من الجن، فأخبره أن أصنام قوم نوح ـ ودًا وسواعاً ويغوث ويعوق ونسراً ـ مدفونة بجدة، فأتاها فاستثارها، ثم أوردها إلى تهامة، فلما جاء الحج دفعها إلى القبائل، فذهبت بها إلى أوطانها.
فأما ود: فكان لكلب، بجرش بدومة الجندل من أرض الشام مما يلي العراق. وأما سواع: فكانت لهذيل بن مُدْرِكة بمكان يقال له: رُهَاط من أرض الحجاز، من جهة الساحل بقرب مكة. وأما يغوث: فكان لبني غطيف من بني مراد، بالجُرْف عند سبأ. وأما يعوق:فكانت لهمدان في قرية خَيْوان من أرض اليمن، وخيوان: بطن من همدان. وأما نسر: فكان لحمير لآل ذى الكلاع في أرض حمير.
وهكذا انتشرت الأصنام في جزيرة العرب حتى صار لكل قبيلة منها صنم، ولم تزل تلك الأصنام تُعبد من دون الله، حتى جاء الإسلام، وبُعث محمد بن عبد الله، فقام بتطهير البيت الحرام من الأصنام، وبعث السرايا لهدم البيوت التي أقيمت للأوثان، فبعث خالد بن الوليد لهدم بيت العزى وهي الطاغوت الأعظم لدى قريش بمنطقة نخلة، وبعث سعد بن زيد الأشهلي لهدم بيت مناة التي كانت على ساحل البحر الأحمر، وبعث عمرو بن العاص إلى سواع التي تعبدها هذيل، فهدمت جميعها.

## مصيره في الآخرة
بين النبي محمد مصير عمرو بن لحي وسوء عاقبته، كما في الصحيح عن أبي هريرة رضي الله عنه قال: قال رسول الله صلى الله عليه وسلم : (رأيت عمرو بن عامر الخزاعي يجر قصبه –أمعاءه- في النار، فكان أول من سيب السوائب)، وفي رواية: (أول من غير دين إبراهيم)، والسوائب - جمع سائبة - هي الأنعام التي كانوا يسيبونها لآلهتهم فلا يحمل عليها شيء.

## بعد ظهور الإسلام
وذكر ابن كثير عند تفسير قول القرآن في ﴿وَمِنَ الْإِبِلِ اثْنَيْنِ وَمِنَ الْبَقَرِ اثْنَيْنِ قُلْ آلذَّكَرَيْنِ حَرَّمَ أَمِ الْأُنْثَيَيْنِ أَمَّا اشْتَمَلَتْ عَلَيْهِ أَرْحَامُ الْأُنْثَيَيْنِ أَمْ كُنْتُمْ شُهَدَاءَ إِذْ وَصَّاكُمُ اللَّهُ بِهَذَا فَمَنْ أَظْلَمُ مِمَّنِ افْتَرَى عَلَى اللَّهِ كَذِبًا لِيُضِلَّ النَّاسَ بِغَيْرِ عِلْمٍ إِنَّ اللَّهَ لَا يَهْدِي الْقَوْمَ الظَّالِمِينَ ۝١٤٤﴾ (الأنعام) أن أول من دخل في هذه الآية عمرو بن لحي، لأنه أول من غير دين الأنبياء، وأول من سيب السوائب ووصل الوصيلة، وحمى الحامي، كما ثبت ذلك في الصحيح.
كان أهل الجاهلية مع ذلك، فيهم بقايا من دين إبراهيم، كتعظيم البيت، والطواف به، والحج والعمرة، والوقوف بعرفة ومزدلفة، وإهداء البدن، وإن كان دخلها شيء كثير من شوائب الشرك والبدعة، ومن أمثلة ذلك أن نزاراً كانت تقول في إهلالها: لبيك اللهم لبيك، لبيك لا شريك لك، إلا شريكاً هو لك، تملكه وما ملك، فأنزل الله تعالى: ﴿ضَرَبَ لَكُمْ مَثَلًا مِنْ أَنْفُسِكُمْ هَلْ لَكُمْ مِنْ مَا مَلَكَتْ أَيْمَانُكُمْ مِنْ شُرَكَاءَ فِي مَا رَزَقْنَاكُمْ فَأَنْتُمْ فِيهِ سَوَاءٌ تَخَافُونَهُمْ كَخِيفَتِكُمْ أَنْفُسَكُمْ كَذَلِكَ نُفَصِّلُ الْآيَاتِ لِقَوْمٍ يَعْقِلُونَ ۝٢٨﴾(الروم).
منها أيضا أن قريشا كانوا يقولون: نحن بنو إبراهيم وأهل الحرم، وولاة البيت وقاطنو مكة، وليس لأحد من العرب مثل حقنا ومنزلتنا ـ وكانوا يسمون أنفسهم الحُمْس ـ فلا ينبغى لنا أن نخرج من الحرم إلى الحل، فكانوا لا يقفون بعرفة، ولا يفيضون منها، وإنما كانوا يفيضون من المزدلفة وفيهم أنزل الله: ﴿ثُمَّ أَفِيضُوا مِنْ حَيْثُ أَفَاضَ النَّاسُ وَاسْتَغْفِرُوا اللَّهَ إِنَّ اللَّهَ غَفُورٌ رَحِيمٌ ۝١٩٩﴾(البقرة).
هذا الوضع الذي كان سائدا في جزيرة العرب، حتَّم وجود رسالة سماوية تنتشل الناس من ضلالهم وتردهم إلى فطرتهم وتمحو مظاهر الشرك والوثنية من حياتهم، فكانت الرسالة الخاتمة .